# Bahnstrecke Bourron-Marlotte-Grez–Malesherbes
| Östliches Streckenende. Blick zum Bahnhof Bourron-Marlotte-Grez, April 2013 |                      | | |
| |                      | | |
| Streckennummer (SNCF): | 747 000              | | |
| Kursbuchstrecke (SNCF): | 62                   | | |
| Streckenlänge: | 26,15 km             | | |
| Spurweite: | 1435 mm (Normalspur) | | |
| Maximale Neigung: | 10 ‰                 | | |
| Zweigleisigkeit: | ehem. ja             | | |
| |                      | | |
| \| \| \| Bahnstrecke Moret-Veneux-les-Sablons–Lyon-Perrache von Moret-V. \| \| \| \| 78,5 0,0 \| Bourron-Marlotte-Grez \| 71 m \| \| \| ~0,3 \| D 607 (ehem. N 7) \| D 607 (ehem. N 7) \| \| \| ~0,3 \| Chemin de fer de la sablière de Bourron (0,6 m; ca. 1913–1969)[2] \| Chemin de fer de la sablière de Bourron (0,6 m; ca. 1913–1969)[2] \| \| \| ~0,6 \| Bahnstrecke Moret-Veneux-les-Sablons–Lyon-Perrache nach Lyon-P. \| Bahnstrecke Moret-Veneux-les-Sablons–Lyon-Perrache nach Lyon-P. \| \| \| ~1,0 \| Siloanlage \| Siloanlage \| \| \| ~1,2 \| Ausbauende \| Ausbauende \| \| \| ~6,9 \| A 6 \| A 6 \| \| \| ~8,4 \| D 152 (ehem. N 51) \| D 152 (ehem. N 51) \| \| \| 9,7 \| La Chapelle-la-Reine \| 122 m \| \| \| ~11,9 \| Sandladestelle \| Sandladestelle \| \| \| ~12,5 \| D 152 (ehem. N 51) \| D 152 (ehem. N 51) \| \| \| 17,4 \| Herbeauvilliers \| 109 m \| \| \| ~20,7 \| Ausbauende \| Ausbauende \| \| \| ~21,3 \| alter Streckenverlauf bis 1947 \| alter Streckenverlauf bis 1947 \| \| \| ~21,5 \| D 410 (ehem. N 448) \| D 410 (ehem. N 448) \| \| \| ~21,7 \| S.A.M.I.N.-Grundstoffwerk \| S.A.M.I.N.-Grundstoffwerk \| \| \| ~22,1 \| Essonne; Département Seine-et-Marne/Loiret \| Essonne; Département Seine-et-Marne/Loiret \| \| \| \| alter Streckenverlauf \| \| \| \| \| \| \| \| \| 24,5 \| Bahnstrecke Villeneuve-Saint-Georges–Montargis v./ nach Montargis und Bahnstrecke Les Aubrais-Orléans–Malesherbes n. Les Aubrais \| Bahnstrecke Villeneuve-Saint-Georges–Montargis v./ nach Montargis und Bahnstrecke Les Aubrais-Orléans–Malesherbes n. Les Aubrais \| \| \| \| \| \| \| \| ~25,4 \| D 949 (ehem. N 449) \| D 949 (ehem. N 449) \| \| \| ~25,6 \| D 2152 (ehem. N 51) \| D 2152 (ehem. N 51) \| \| \| 26,2 76,6 \| Malesherbes \| 120 m \| \| \| \| Bahnstrecke Villeneuve-Saint-Georges–Montargis n. Villeneuve-St-G. \| \| |                      | | |
| |                      | Bahnstrecke Moret-Veneux-les-Sablons–Lyon-Perrache von Moret-V.                                                                  | |
| Bahnhof | 78,5 0,0             | Bourron-Marlotte-Grez | 71 m |
| Strecke mit Straßenbrücke | ~0,3                 | D 607 (ehem. N 7) | D 607 (ehem. N 7) |
| Kreuzung mit U-Bahn geradeaus unten (Querstrecke außer Betrieb) | ~0,3                 | Chemin de fer de la sablière de Bourron (0,6 m; ca. 1913–1969)                                                                   | Chemin de fer de la sablière de Bourron (0,6 m; ca. 1913–1969)                                                                   |
| Abzweig geradeaus und nach links | ~0,6                 | Bahnstrecke Moret-Veneux-les-Sablons–Lyon-Perrache nach Lyon-P.                                                                  | Bahnstrecke Moret-Veneux-les-Sablons–Lyon-Perrache nach Lyon-P.                                                                  |
| Abzweig geradeaus und ehemals nach rechts | ~1,0                 | Siloanlage | Siloanlage |
| | ~1,2                 | Ausbauende | Ausbauende |
| Brücke (Strecke außer Betrieb) | ~6,9                 | A 6 | A 6 |
| Bahnübergang (Strecke außer Betrieb) | ~8,4                 | D 152 (ehem. N 51) | D 152 (ehem. N 51) |
| Bahnhof (Strecke außer Betrieb) | 9,7                  | La Chapelle-la-Reine | 122 m |
| Abzweig geradeaus und von links (Strecke außer Betrieb) | ~11,9                | Sandladestelle | Sandladestelle |
| Bahnübergang (Strecke außer Betrieb) | ~12,5                | D 152 (ehem. N 51) | D 152 (ehem. N 51) |
| Bahnhof (Strecke außer Betrieb) | 17,4                 | Herbeauvilliers | 109 m |
| | ~20,7                | Ausbauende | Ausbauende |
| Verschwenkung von links (Strecke außer Betrieb) · Verschwenkung von rechts | ~21,3                | alter Streckenverlauf bis 1947                                                                                                   | alter Streckenverlauf bis 1947                                                                                                   |
| Bahnübergang (Strecke außer Betrieb) · Strecke mit Straßenbrücke | ~21,5                | D 410 (ehem. N 448) | D 410 (ehem. N 448) |
| Strecke (außer Betrieb) · Abzweig geradeaus und nach links | ~21,7                | S.A.M.I.N.-Grundstoffwerk | S.A.M.I.N.-Grundstoffwerk |
| Grenze auf Brücke über Wasserlauf (Strecke außer Betrieb) · Grenze auf Brücke über Wasserlauf | ~22,1                | Essonne; Département Seine-et-Marne/Loiret                                                                                       | Essonne; Département Seine-et-Marne/Loiret                                                                                       |
| Verschwenkung nach links (Strecke außer Betrieb) · Verschwenkung nach rechts |                      | alter Streckenverlauf | alter Streckenverlauf |
| |                      | | |
| Abzweig geradeaus, ehemals nach links und ehemals von links | 24,5                 | Bahnstrecke Villeneuve-Saint-Georges–Montargis v./ nach Montargis und Bahnstrecke Les Aubrais-Orléans–Malesherbes n. Les Aubrais | Bahnstrecke Villeneuve-Saint-Georges–Montargis v./ nach Montargis und Bahnstrecke Les Aubrais-Orléans–Malesherbes n. Les Aubrais |
| |                      | | |
| Bahnübergang | ~25,4                | D 949 (ehem. N 449) | D 949 (ehem. N 449) |
| Bahnübergang | ~25,6                | D 2152 (ehem. N 51) | D 2152 (ehem. N 51) |
| Bahnhof | 26,2 76,6            | Malesherbes | 120 m |
| |                      | Bahnstrecke Villeneuve-Saint-Georges–Montargis n. Villeneuve-St-G.                                                               | |

Die Bahnstrecke Bourron-Marlotte-Grez–Malesherbes, anfangs auch Ligne de Filay, ist eine 26,15 km lange, ehemals doppel-, heute eingleisige Bahnstrecke in den französischen Départements Seine-et-Marne und Loiret. Sie verbindet die beiden Nord-Süd-gerichteten Bahnstrecken Moret-Veneux-les-Sablons–Lyon-Perrache und Villeneuve-Saint-Georges–Montargis. Heute wird sie nur noch von ihren beiden Streckenenden aus im Gelegenheitsverkehr genutzt, während der Großteil stillgelegt ist.

## Geschichte
Mit der Konzessionierung dieser Strecke an die Compagnie des chemins de fer de Paris à Lyon et à la Méditerranée (PLM) am 3. Juli 1875 wurde sie auch für gemeinnützig erklärt. Von der Bahngesellschaft PLM wurde sie als wichtiger Lückenschluss im Norden ihres Verkehrsgebiets angesehen und erlaubte es, Züge auf den verschiedenen Verkehrsachsen von und nach Paris umzuleiten. Ihren (inoffiziellen) Namen erhielt sie aufgrund der Nähe der gleichnamigen Bauernschaft, die am westlichen Ende der Strecke liegt und zur Gemeinde Couray gehört. Noch heute heißt der dortige Gleisabzweig Raccordement de Filay. Nachdem 1879 die Bauarbeiten begonnen hatten, konnte die Strecke bereits am 24. August 1881 eröffnet werden. Zunächst nur eingleisig, jedoch war von Anfang an ein Gegengleis vorgesehen, dessen Bau zum 1. Oktober 1886 vollzogen worden war. Die Strecke liegt fast vollständig im Département Seine-et-Marne, nur 3,6 km gehören zum Département Loiret.
Am 1. Juli 1947 ging eine neue Linienführung der Strecke bei Roncevaux in Betrieb, die ausschließlich dem Güterverkehr diente. Ziel war es, die höhere Steigung im Tranchée de Roncevaux zu beseitigen, die die schweren Schüttgut-Züge unnötig forderte. Die alte Trassierung wurde aufgehoben und zu Bauland und Verkehrsflächen konvertiert.
Nach der Verstaatlichung der PLM durch die SNCF wurde der Personenverkehr am 1. August 1937 eingestellt und der Abschnitt Bourron-Marlotte-Grez bis La Chapelle-la-Reine zum 15. März 1950 ganz außer Verkehr gesetzt. 2009 wurde auch der Abschnitt La Chapelle-la-Reine–Butteaux für den Güterverkehr geschlossen und zwei Jahre später der Teil von Butteaux nach Roncevaux. Der verbliebene Teil zwischen Bourron-Marlotte-Grez bis Roncesvalles wird noch für den Transport von Sand genutzt. Diese Industriesande aus dem Süden des Departements Seine-et-Marne sind aufgrund ihrer chemischen Zusammensetzung (SiO2 > 98 % und CaCO3 < 1 %) und der Korngrößenverteilung (symmetrische Verteilung zwischen 100 und 600 μm) zur Verwendungen in Gießereien besonders geeignet und werden idealerweise per Bahn verfrachtet. Konzessionärin für Sand ist die S.A.M.I.N (Sables et Minéraux) in Buthiers.